# Hovanella
Hovanella es un género  de plantas fanerógamas perteneciente a la familia Gesneriaceae. Comprende 4 especies descritas y de estas, solo 2 aceptadas.  Es originario de Madagascar. 

## Descripción
Son hierbas perennes débiles. El tallo erecto, herbáceo, con pocos nodos, decumbentes en la base, con raíces fibrosas. Hojas opuestas, láminas ovadas,  margen crenado o en trozos grandes. Las inflorescencias en cimas pedunculadas, con pocas flores.  Corola pequeña, de color azulado y violeta; tubo corto, ancho, ventricoso; extremidad ligeramente bilabiada, lóbulos pequeños y redondeados.  El fruto una cápsula, en posición horizontal y haciendo un ángulo recto ± al pedúnculo, dehiscencia a lo largo de la vena central del carpelo superior. Semillas verruculosas. Tiene un número de cromosomas de:  2n = 28.

## Taxonomía
El género fue descrito por A.Weber & B.L.Burtt y publicado en Beitrage zur Biologie der Pflanzen 70: 333. 1997[1998].
Etimología
Hovanella: nombre genérico que fue otorgado en honor de Los Hova que son uno de los pueblos de Madagascar.

## Especies aceptadas
A continuación se brinda un listado de las especies del género Hovanella aceptadas hasta marzo de 2015, ordenadas alfabéticamente. Para cada una se indica el nombre binomial seguido del autor, abreviado según las convenciones y usos.	
- Hovanella madagascarica (C.B. Clarke) A. Weber & B.L. Burtt
- Hovanella vestita (Baker) A. Weber & B.L. Burtt